# 策划编辑
策划编辑是写作支持的一种形式。特别是在非虚构写作领域，策划编辑可以在原稿之前或在原稿撰写过程中进行。正如 Scott Norton 在他的 Developmental editing: a handbook for freelancers, authors, and publishers 一书中提到的，策划编辑涉及“对原稿的整体结构进行设计或重构”。策划编辑人员是语言专家的一种。

## 策划编辑的工作内容
策划编辑人员可能就构思主题、设计作品的整体结构和开发大纲为作者或作者团队提供指导。还可能逐章节地为作者提供写作培训。这是真正的策划编辑，但最常见的工作方式并非如此。 通常情况是，只有当某人（通常是出版社）确认作者的原稿需要大量修订和结构调整之后，策划编辑人员才会介入。在这种情况下，策划编辑属于深度编辑的一种形式。

无论策划编辑人员是何时介入一个写作项目，作者始终对文档有控制权且有责任提供作品的内容。一个创作内容的编辑已经不再是编辑，而是一个枪手作者.

## 教科书
教科书代表了书的一种类型，策划编辑从一开始就介入，且通常担任项目经理一职。 在教科书出版中这是一个重要职位，因为担任该职位的通常是出版方（而不是作者），他们是决定书的内容、范围和等级的人。因此，策划编辑人员通常是学术出版机构的职员。  在教科书出版中，策划编辑可能负责撰写大纲为作者的写作提供指导，还可能准备一些短的文字内容，例如插图说明、习题和支持材料。 此外，策划编辑还决定文本的长度、编辑原稿，还可能指导美术人员创作插图。

## 在学术研究环境下
在学术研究领域，职业发展和经费资助取决于已发行论文的数量和质量。但不是所有研究人员都生来擅长写作，特别是自然科学和医学科学领域的研究人员。关于如何编写特定艺术类型的研究论文，他们中许多都没有接受过正式培训。这些研究人员需要求助于语言专家，例如学术写作老师或提供深度编辑服务的编辑人员。在极端情况下，当原始手稿与作品类型不匹配、且需要重大结构调整才能达到读者和同行评审人员的期望时，语言专家可能会提供策划编辑服务，但是必须考虑到职业和道德方面的问题。
主要有两种情况，策划编辑在学术研究领域是非常有用的。第一种情况是，研究人员可能意识到，他们无法写出能通过目标期刊同行评审的稿件。这时他们可能会联系语言专家，为他们在写作过程中提供协助和指导。另一种情况是，有些研究人员的稿件已经遭到不同期刊多次拒绝，这时他们可能会求助于语言专家，以解决同行评审人员所提出的复杂问题。在这两种情况下，写作支持的类型已经超出了为作者提供编辑，而是变成了学术指导的一种形式。通过策划编辑来教授学术写作技巧的导师计划已经存在，例如某国际教育期刊  和美国某医学院都有提供此类计划。 策划编辑也是 AuthorAID 计划最重视的方面。AuthorAID 旨在将发展中国家的作者和有经验的科学家导师以及职业编辑人员进行匹配，以促进在贫穷国家的知识传播。 
不管语言专家是为作者提供编辑服务的编辑人员、学术写作老师、或者是翻译人员，在特别有挑战性的情况下，需要同时借助于策划编辑和其他写作支持服务（例如，关于写作技巧、翻译和语言编辑的培训）。支持这些新手研究人员作者的语言专家们知道，如果他们不需要著作权，他们应该履行编辑人员职责，而不是作者的职责，以避免成为枪手。